# District de Lares
Au Pérou, le district de Lares est l’un des huit districts de la province de Calca. Ce district a été créé le 21 juin 1825 par décret de Simón Bolívar. Sa capitale est la ville de Lares, située à 3 171 m d’altitude.
Les habitants du district sont principalement des citoyens autochtones d’origine quechua. Le quechua est la langue que la majorité de la population (94,91%) a appris à parler dans l’enfance, 4,77% des résidents ont commencé à parler en utilisant la langue espagnole (recensement du Pérou de 2007).
Le district est traversé par les routes CU-104 et CU-105.